# Ristonmaa
Ristonmaa est un quartier de Jyväskylä en Finlande.

## Description
Ristonmaa est formé de quatre parties : Ristonmäki, Lahti, Tietotaajama et Ylistönrinne (en bordure du lac Jyväsjärvi).

## Lieux et monuments

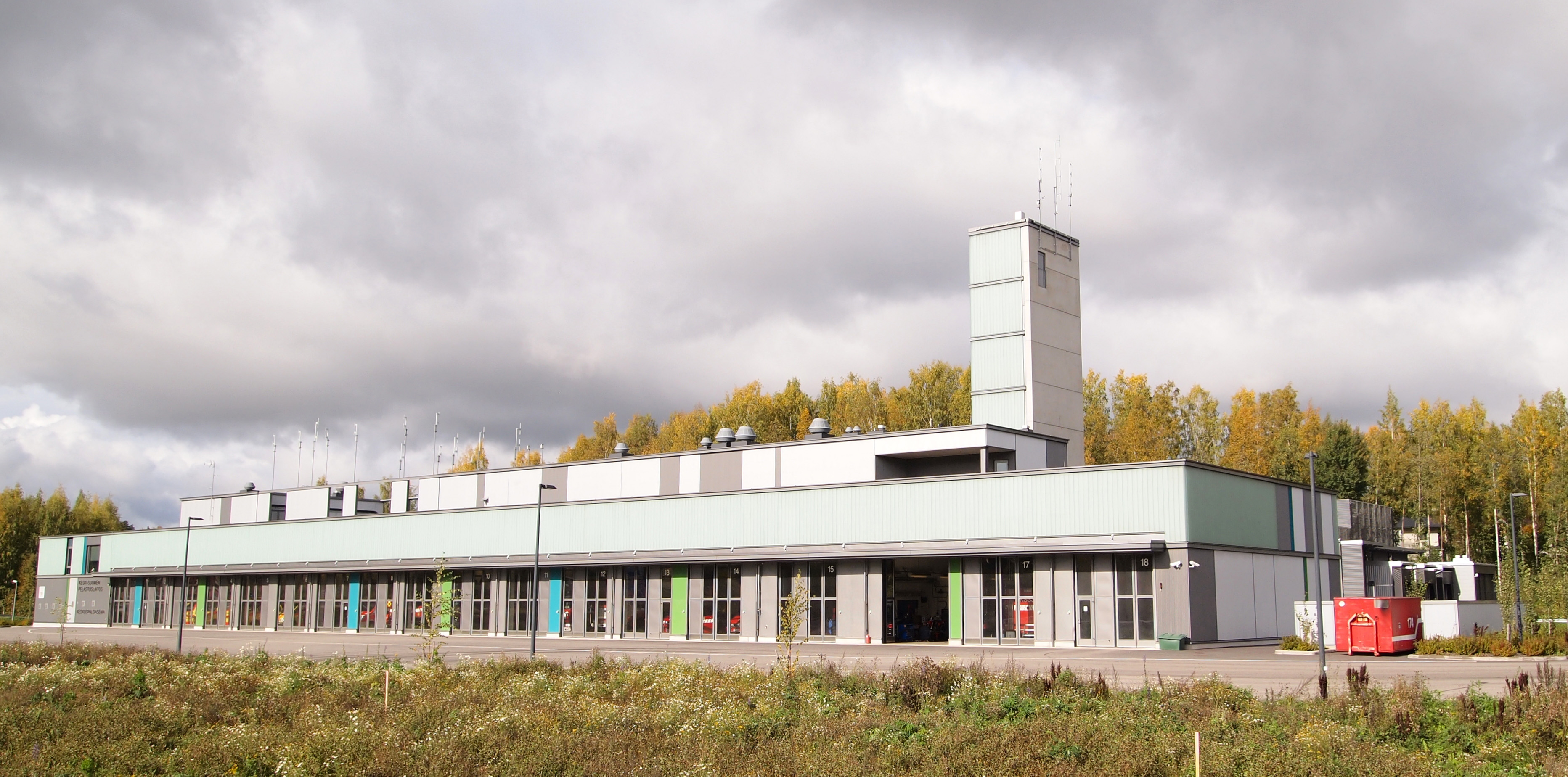
Caserne centrale des pompiers de Jyväskylä.
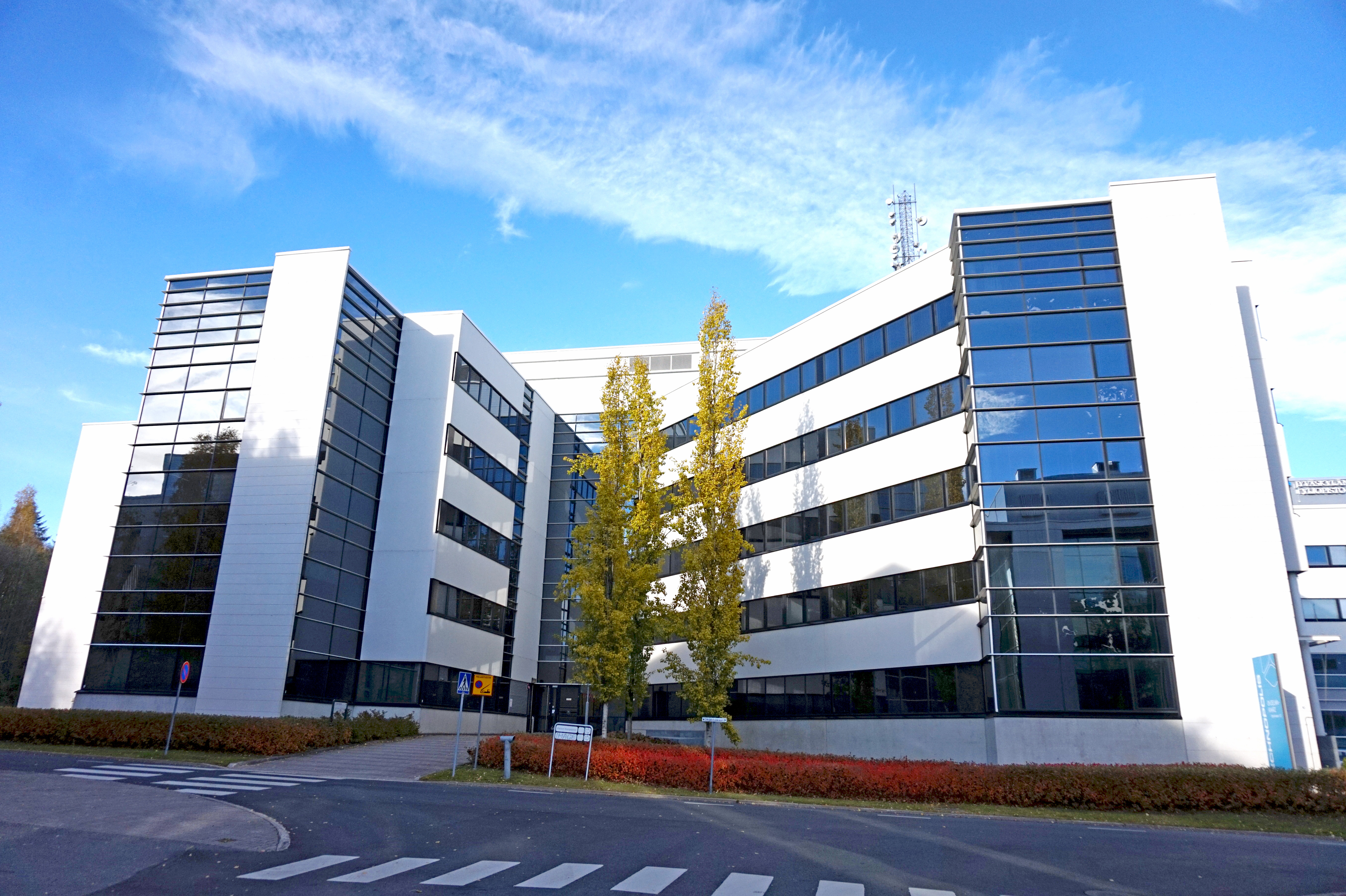
Jyväskylä Ohjelmakaari 10.
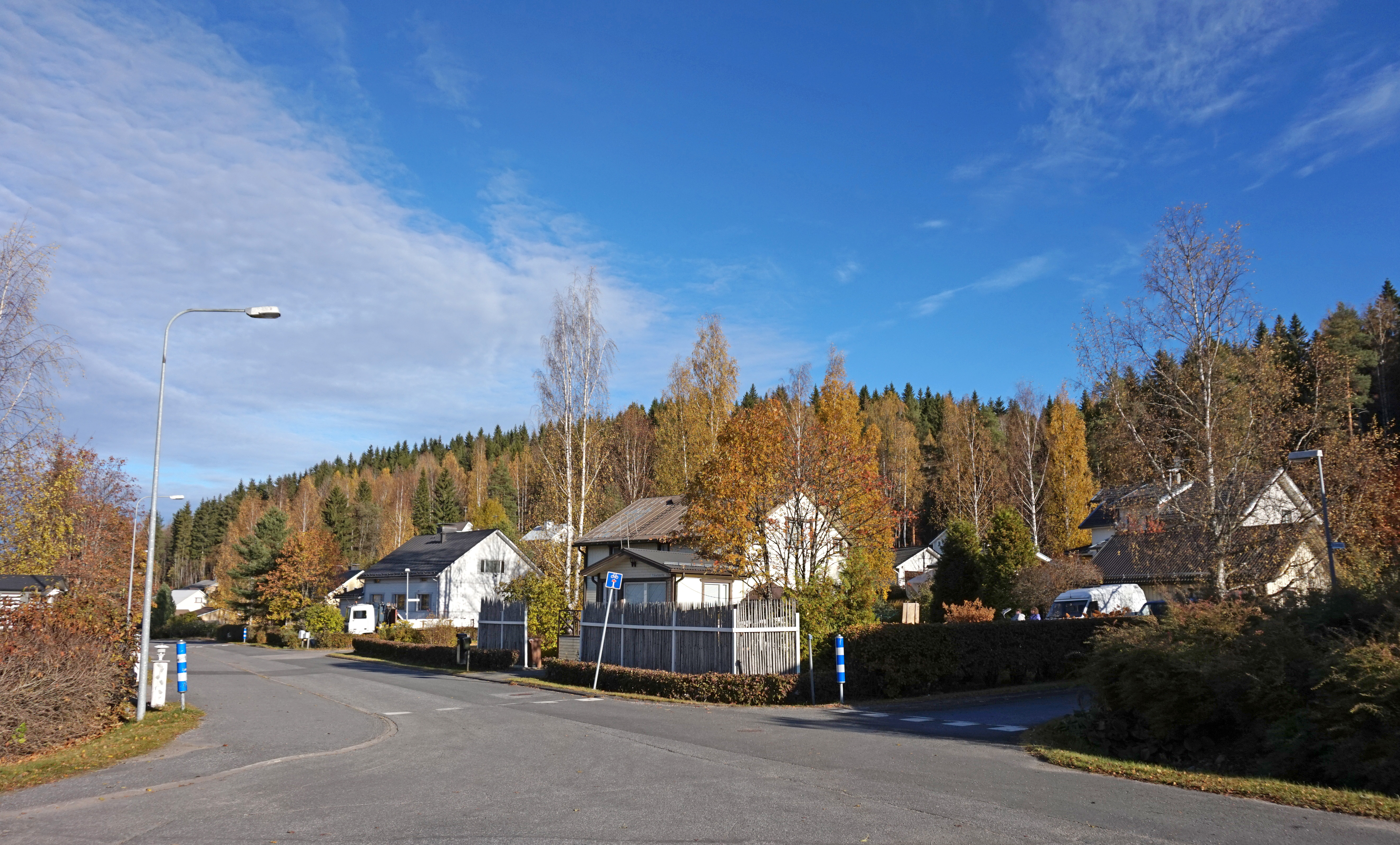